# Syngnathus fuscus
Syngnathus fuscus är en fiskart som beskrevs av Storer 1839. Syngnathus fuscus ingår i släktet Syngnathus och familjen kantnålsfiskar. Inga underarter finns listade i Catalogue of Life.